# Guillaume Floch
Pour les articles homonymes, voir Floc'h.
Guillaume Floch ou Le Floch est un orfèvre breton de la première moitié du XVIe siècle, ayant exercé à Morlaix (Finistère). Sa période active connue est entre 1515 et 1546. 

## Poinçon
Son poinçon, identifié en 1928 par Le Guennec, est composé des deux initiales « G F » séparés par deux points superposés.

## Famille
Il est marié à Françoise Fachu et a une fille, Cécile, en 1543,.

## Réalisations

### Travaux datés
Premier travail connu et daté en 1515-1516   lampe en argent pour la cathédrale de Tréguier, confié à « Guillaume Le Floch oupheffre de Mourlaix ».
En 1541  travaux pour le compte de la collégiale de Notre-Dame du Mur à Morlaix.
En 1546 s travaux connus avec deux calices en argent doré pour la collégiale de Notre-Dame du Mur à Morlaix,.

### Pièces sauvegardées

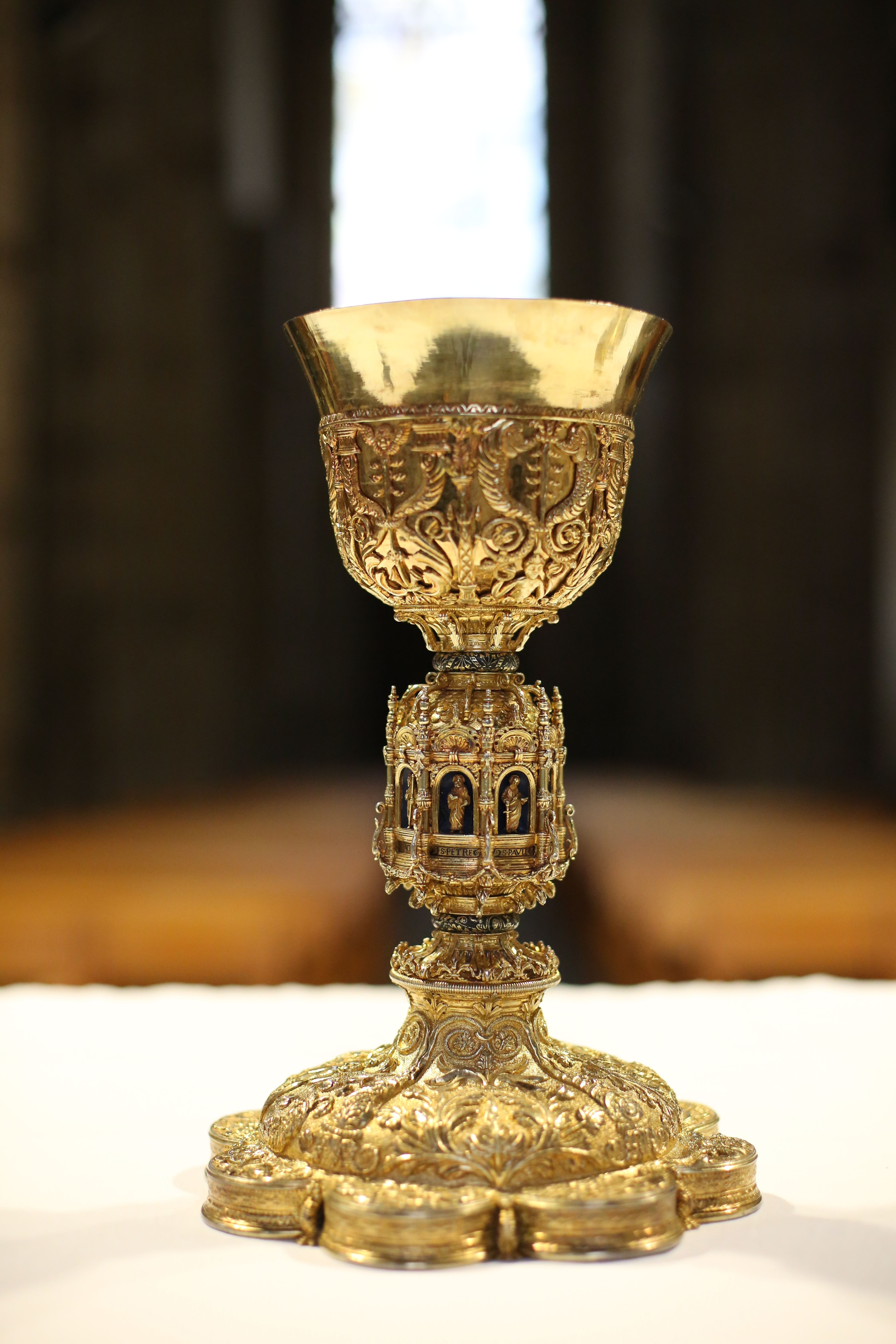
Calice attribué à Guillaume Floch dans le trésor de Saint-Jean-du-Doigt.
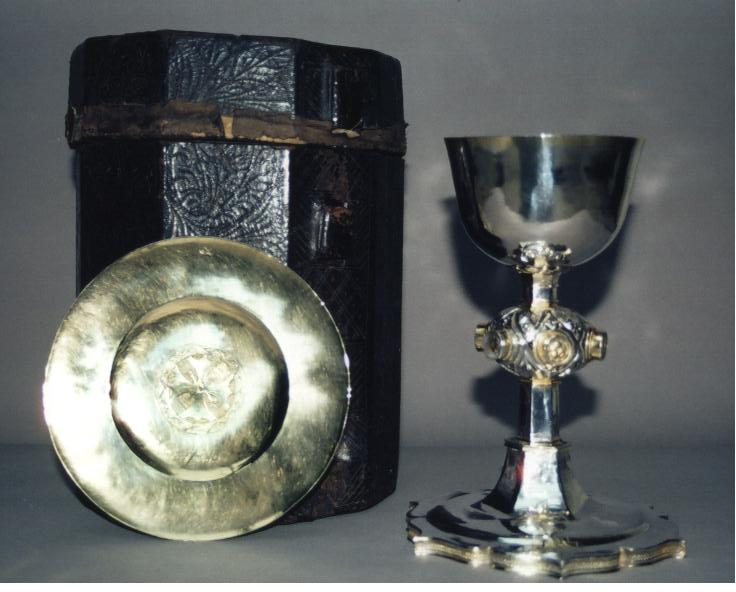
Le calice, la patène et l'écrin en bois recouvert de cuir acquis en 2011 par le musée des Beaux-Arts de Morlaix.

- Grand calice et patène du trésor de Saint-Jean-du-Doigt (attribution), classés au titre objet des monuments historiques[5] en 1893.
- Calice de Plouzévédé[1], classé au titre objet des monuments historiques en 1995[6]
- Calice à Locmélar[1],
- Reliquaire à Plouzané (attribué)[1],
- Calice et patène en argent et argent doré, étui en cuir, classés au titre objet des monuments historiques en 1997[7]. Il s'agirait d'une commande de la petite noblesse léonarde à l'orfèvre[8]. Propriété des Eudistes[8] et affecté au lycée Saint-Martin de Rennes[7] à la date du classement, ce calice a rejoint les collections du musée des Jacobins de Morlaix en juin 2011[9]. Le prix de la vente est de 25 000 €, incluant une souscription publique de 2 500 € mise en place en février 2011 par le musée, la première pour leurs collections[8],[10].